# Nemcia coriacea
Nemcia coriacea är en ärtväxtart som först beskrevs av James Edward Smith, och fick sitt nu gällande namn av Karel Domin. Nemcia coriacea ingår i släktet Nemcia och familjen ärtväxter. Inga underarter finns listade i Catalogue of Life.